# 파리 5구의 여인
《파리 5구의 여인》(프랑스어: La Femme du Vème)은 2011년 개봉한 프랑스, 폴란드, 영국의 드라마 영화이다. 더글러스 케네디의 동명 소설이 원작이다.

## 줄거리
정신 질환이 원인이 되어 이혼했으며 현재는 회복된 것으로 보이는 미국인 작가 톰 릭스는 어린 딸과 가까이 지내기 위해 이혼한 전 아내가 있는 파리로 이주한다. 돈이 없는 톰은 낡은 호스텔을 운영하는 지역 범죄 조직 보스의 야간 경비원으로 일하게 된다. 톰은 지하 사무실에서 종이 울리면 버튼을 누르는 단순한 업무를 하며 밤의 고요함 속에서 새 소설에 집중하려 한다.
그러던 중 톰은 신비롭고 우아한 미망인 마르지트와 사랑에 빠진다. 마르지트는 5시 정각에 파리 5구에 있는 자신의 아파트에서만, 일주일에 두 번 만나자는 등의 이상한 규칙을 정한다. 톰은 또한 호스텔의 바텐더인 폴란드 여성 아니아와 가까워지고, 그녀와도 성적인 관계를 맺는다.
톰은 아니아와의 관계가 발각되어 이웃에게 협박을 당하게 된다. 그 이웃이 살해된 후 경찰이 톰을 살해 용의자로 의심하여 추궁하자 톰은 매주 마르지트의 아파트에서 가진 만남을 현장 부재 증명으로 주장한다. 하지만 경찰 조사 결과 마르지트는 15년 전에 사망했고, 이후 그 주소에 아무도 살지 않았던 것으로 드러난다. 이후 호스텔 주인이 살인범으로 지목되면서 톰은 풀려나지만 누군가 증거를 조작하여 호스텔 주인을 함정에 빠뜨린 것으로 보인다. 톰은 자신에게 잘못한 사람들에게 벌을 주는 어두운 힘이 자신의 삶에 들어왔다고 믿기 시작한다.
톰은 아니아와 관계를 이어가는 와중에 마르지트를 다시 만나고 그녀에게 그녀가 현실에 실존하지 않는다고 말한다. 하지만 마르지트는 자신이 그가 인생에서 만날 가장 실존적인 사랑이며 그의 내면을 안다고 주장한다. 톰의 딸마저 실종되자 톰은 마르지트를 찾아가 입을 맞추다가 딸에게 무슨 짓을 했냐며 그녀의 목을 조른다. 마르지트는 폴란드인 뮤즈(아니아)를 포기하고 전 아내와 딸을 잊고 자신과 영원히 함께하자고 말한다. 이후 딸은 숲에서 발견되어 전 아내와 재회한다.
영화 마지막 장면에서 아니아는 바에서 톰을 기다리지만 톰은 다시 마르지트의 아파트로 향한다. 마르지트의 아파트 문이 열리는 순간 영화가 끝이 난다.

## 출연진
- 이선 호크 - 톰 릭스 역
- 크리스틴 스콧 토머스 - 마르지트 카다르 역
- 요안나 쿨리크 - 아니아 역